# Przygoda na Mariensztacie
Pour plus de détails, voir Fiche technique et Distribution.
Przygoda na Mariensztacie (L'aventure à Mariensztat) est un film polonais de Leonard Buczkowski sorti en salles le 25 janvier 1954. Il est le premier long-métrage polonais en couleur.

## Synopsis
Hanka Ruczajówna visite Varsovie avec son groupe folklorique. Elle fait la connaissance de Janek Szarliński, un maçon avec lequel elle passe toute la soirée lors d'une fête dans le quartier de Mariensztat. Elle revient dans son village mais la vie en ville lui manque. Elle décide alors de revenir dans la capitale polonaise où elle revoit Janek, un stakhanoviste qui l'accepte dans son équipe de maçons. Mais les préjugés envers les femmes du contremaître Ciepielewski obligent Hanka à changer de chantier et de rejoindre une équipe de bâtiment féminine. Avec ses collègues maçonnes elle lance un défi aux équipes d'hommes.

## Fiche technique
- Titre original : Przygoda na Mariensztacie
- Réalisation : Leonard Buczkowski
- Scénario : Ludwik Starski
- Musique : Czesław Aniołkiewicz
- Photographie : Mieczysław Verocsy
- Montage : Krystyna Tunis
- Décors : Roman Mann
- Société de production : Wytwórnia Filmów fabularnych Łódź
- Pays d'origine :  Pologne
- Langues originales : polonais
- Genre : Comédie
- Format : couleur  - son mono
- Durée : 93 minutes
- Dates de sortie : 25 janvier 1954

## Distribution
- Lidia Korsakówna – Hanka Ruczaj (Ruczajówna)
- Tadeusz Schmidt – Janek Szarliński
- Adam Mikołajewski – Leon Ciepielewski, le contremaître
- Tadeusz Kondrat – Władek Dobrzyniec, le plombier
- Stanisław Winczewski – Tokarski, le membre du parti
- Barbara Rachwalska – Aniela Rębaczowa, la contremaîtresse
- Wanda Bojarska – Ciepielewska, le femme du contremaître
- Wacław Kowalski – Stefan Wachowiak, le contremaître adjoint
- Edward Dziewoński – le guide touristique
- Wojciech Siemion – un membre du groupe folklorique
- Antonina Gordon-Górecka – la directrice en chef
- Jerzy Szpunar –  Olek, le plombier
- Klemens Mielczarek – Wacław Osica, le maçon
- Wacław Jankowski – un varsovien
- Zofia Wilczyńska –  Natalka, la maçonne
- Barbara Bieńkowska – Basia, la maçonne
- Leopold René Nowak – un maçon, le collègue de Janek